# Kognitivní věda

Disciplíny tvořící základ kognitivní vědy a jejich vztahy: lingvistika, neurověda, umělá inteligence, filosofie, antropologie a psychologie. Založeno na Miller, George A (2003). "The cognitive revolution: a historical perspective". TRENDS in Cognitive Sciences 7.

Kognitivní věda (z latinského cognoscere = poznávat) se zabývá interdisciplinárním výzkumem mysli a jejích procesů. Zahrnuje disciplíny, jako je psychologie, umělá inteligence, lingvistika, neurověda, antropologie či filosofie.
Předmětem výzkumu kognitivní vědy je mysl, její struktura a operace, například myšlení, inteligence, paměť, vnímání, pozornost, vědomí či jazyk. Metody zkoumání jsou rozmanité a specifické pro dané disciplíny. Patří mezi ně např. psychologické experimenty a výpočetní modelování. Za dominantní jednotící prvek lze považovat komputačně-reprezentační pohled na mysl. Někteří autoři dávají kvůli rozmanitosti disciplín přednost formě množného čísla a mluví o kognitivních vědách.

## Historie
Mysl je tradičním předmětem filosofie již od dob starověkého Řecka. Její metodou byla především teoretická analýza problémů (např. poznání) založená na introspekci. Zlom nastal v 19. století s příchodem empiricky založené experimentální psychologie. I psychologové konce 19. a počátku 20. století spoléhali na introspekci jako cenný zdroj poznání, přestože byla její nespolehlivost univerzálně uznávána. Psychologie především ve Spojených státech se v první polovině 20. století prakticky všeobecně přiklonila k behaviorismu, který prosazoval např. John Watson. Dle behavioristů nejsou mentální události otevřeně pozorovatelné, to je pouze chování, proto se psychologie může stát objektivní vědou jen skrze vytváření teorií chování bez užívání mentálních konceptů. Například místo termínů "vnímání", "paměť" a "jazyk" se mluvilo o "diskriminaci", "učení" a "verbálním chování".
V 50. letech 20. století se však začalo ukazovat, že behavioristický přístup je nedostačující pro adekvátní vysvětlení mysli. V této době, která bývá označována jako kognitivní revoluce (a nastupující psychologický směr jako kognitivismus), došlo k mnoha významným pokrokům. Noam Chomsky poukázal na neschopnost behaviorismu vysvětlit jazyk a v podstatě redefinoval lingvistiku. Na poli psychologie došlo pod vedením Jerome Brunera k založení Centra pro kognitivní studia na Harvardu. Byla obnovena komunikace s významnými psychology v Evropě, jakými byli např. Sir Frederic Bartlett, Jean Piaget nebo Alexandr Lurija.
K obrovskému rozvoji došlo na poli počítačové vědy. Její počátky se pojí s teorií informace Clauda Shannona, prací Alana Turinga a Johna von Neumanna. Popularitu nyní začala získávat kybernetika Norberta Wienera. Marvin Minsky a John McCarthy stáli u zrodu výzkumu umělé inteligence. Alan Newell a Herbert Simon prvně výpočetně modelovali kognitivní procesy.
Za nejvýznamnější pro vznik budoucí kognitivní vědy lze považovat rok 1956. J. McCarthy, M. Minsky, C. Shannon a N. Rochester toho roku uspořádali konferenci o umělé inteligenci v Dartmouthu a dali vzniknout mnoha důležitým pracím v této oblasti. Významné pokroky v psychologii přinesli např. J. Bruner, J. Goodenough a G. Austin. W.P. Tanner, J.A. Swets, T.G. Birdsall a jiní rozvinuli teorii detekce signálů. George Miller demonstroval omezenost kapacity informačního zpracování (např. kapacita pracovní paměti – magické číslo 7 plus minus 2). W. Goodenough a F. Lounsbury přispěli k rozvoji kognitivní antropologie. Byly publikovány práce B.L. Whorfa o vlivu jazyka na myšlení.
G. Miller dokonce uvádí přesné datum vzniku interdisciplinární kognitivní vědy. Má jím být 11. září 1956, druhý den sympozia pořádaného "Special Interest Group in Information Theory" na americké MIT, kterého se účastnilo množství výše zmíněných osobností. Dle Millera se tehdy experimentální psychologie, teoretická lingvistika a výpočetní simulace kognitivních procesů staly součástmi většího celku.
V 60. letech se začala zvyšovat interdisciplinární spolupráce mezi těmito obory. Na Harvardu používali název kognitivní studia, na Carnegie-Mellon information-processing psychologie, na La Jolla kognitivní věda. Roku 1976 dokončila nadace Alfreda P. Sloana program pro tehdy mladou disciplínu – neurovědu – a měli zájem podpořit iniciativu, která by překročila pomyslnou mezeru mezi mozkem a myslí. Pro tento program byl nakonec zvolen název kognitivní věda. Tehdy se tedy stala součástí kognitivní vědy i nově vzniklá kognitivní neurověda. V polovině 70. let vznikla Cognitive Science Society, která začala vydávat žurnál Cognitive Science a později mezi disciplíny kognitivní vědy začlenila také pedagogiku.

## Disciplíny
Kognitivní vědu lze považovat za průsečík mezi mnoha zavedenými disciplínami, které mají širší záběr. V rámci těchto disciplín se však často etablovaly subdisciplíny zaměřené právě na studium mysli a mnoho hraničních disciplín.

### Psychologie

Příklad grafického znázornění kognitivně-psychologické teorie: Baddeleyho model pracovní paměti

- Za základ kognitivní vědy lze považovat psychologii, konkrétně obecnou, tj. kognitivní psychologii. Základní metodou jsou experimenty s lidmi zkoumající konkrétní aspekty mysli z mnoha směrů. Pomocí experimentů se vytváří, ověřují a upravují psychologické teorie, často v pojmech reprezentací a procedur.[1] Využívá se také výpočetních modelů simulujících lidské výsledky na základě teorie, které pak lze porovnat se skutečnými experimentálními výsledky.
- Kromě klasických behaviorálních metod jako je měření reakčních časů a psychofyzika se v současnosti v psychologii využívá i neurovědných metod jako jsou Elektroencefalografie (EEG), funkční magnetická rezonance (fMRI) či transkraniální magnetická stimulace (TMS). Psychologie využívající tyto metody se někdy chápe jako samostatná disciplína pod názvem neurokognitivní psychologie či kognitivní neurověda.
- Kognitivní neuropsychologie je odvětví kognitivní psychologie, které zkoumá kognitivní deficity pacientů s neurologickým poškozením, z čehož vyvozuje závěry o lidské kognitivní architektuře, především jejích komponentách a spojeních.
- Důležité jsou i poznatky vývojové psychologie, neboť ukazují, jak v průběhu ontogeneze dochází k rozvoji různých kognitivních funkcí.
- Evoluční psychologie se navíc snaží vysvětlit vývoj a adaptivní roli kognitivních funkcí v průběhu fylogeneze.
- Hraniční disciplínou mezi psychologií a ekonomií je behaviorální ekonomie, která zkoumá vlivy sociálních, kognitivních a emočních faktorů na ekonomické chování jedinců a institucí.
- Na pomezí kognitivní a evoluční psychologie, kognitivní antropologie, kognitivní neurovědy a dalších polí stojí kognitivní religionistika. Zkoumá náboženské myšlení a chování z pohledu kognitivních věd a teorie evoluce.

### Informatika

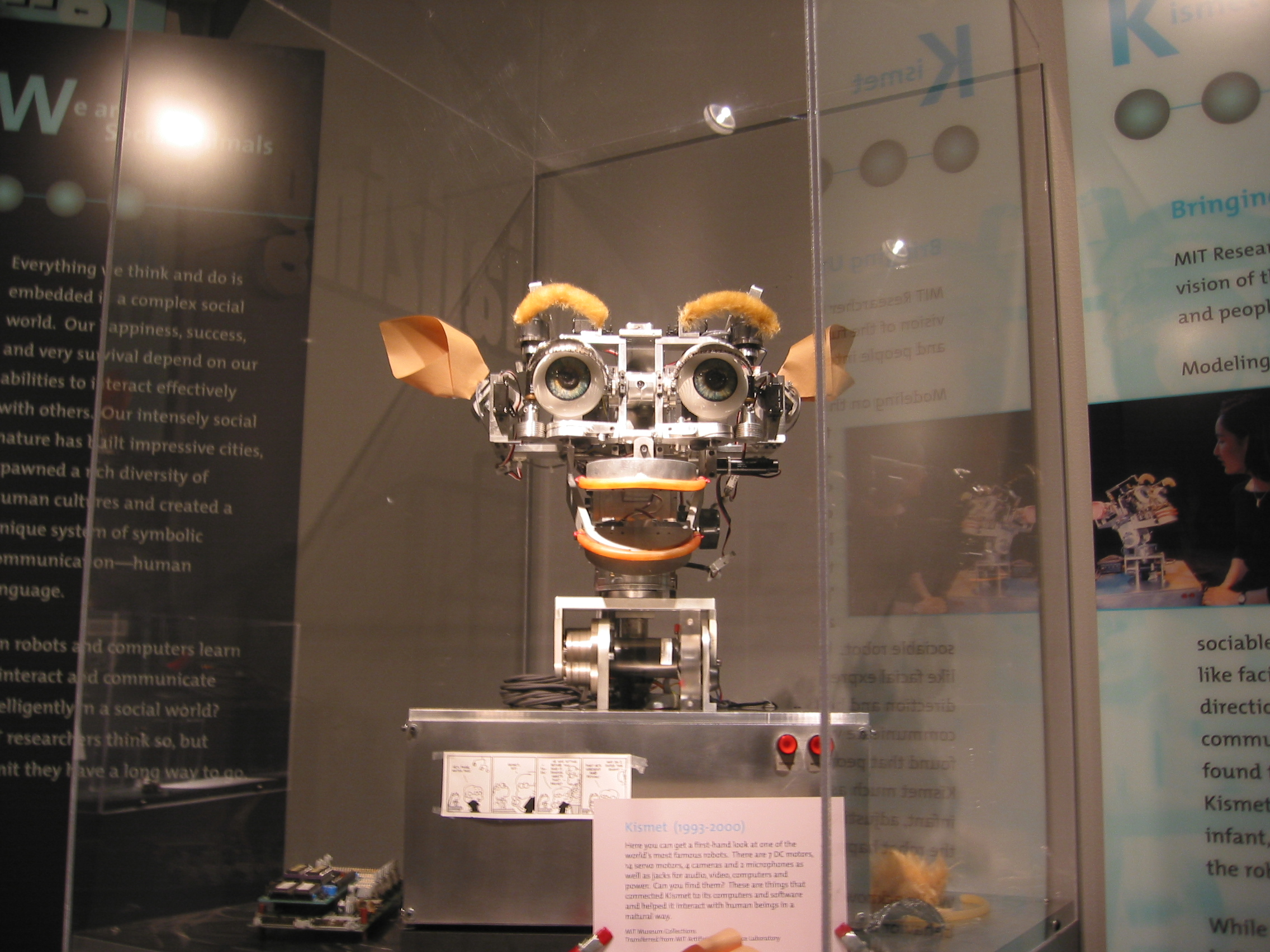
Robot Kismet se základními sociálními dovednostmi

- Zmíněnou aplikací informatiky je tvorba výpočetních modelů simulujících operace lidského myšlení.
- Kromě modelování přirozeného myšlení se subdisciplína umělá inteligence snaží vytvořit umělou mysl – stroje vykazující známky inteligentního chování.
- Hraniční disciplína výpočetní neurověda aplikuje metody informatiky také na modelování a simulaci procesů různé úrovně v lidském mozku.

### Lingvistika

Syntaktický strom slavné Chomského věty, která je gramaticky korektní, ale sémanticky nesmyslná.

- Lingvisté hledají základní gramatická pravidla jazyka pomocí analýzy rozdílů mezi gramatickými a agramatickými větami, provádí psychologické experimenty a vytváří výpočetní modely.[1]
- Na pomezí lingvistiky a psychologie vznikla psycholingvistika, která se zabývá jazykovými schopnostmi člověka a jejich předpoklady z psychologického a neurobiologického hlediska.
- Na hranici lingvistiky, neurovědy a neuropsychologie leží neurolingvistika, která zkoumá neurální mechanismy jazyka.

### Neurověda

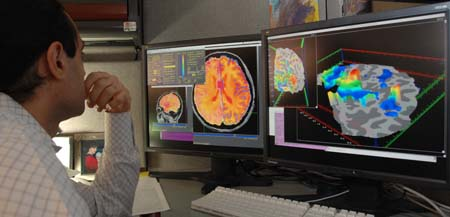
Výzkumník prohlíží snímky mozku pořízené metodou funkční magnetické rezonance

Neurověda je vědecká disciplína zkoumající nervový systém na mnoha úrovních, od genetiky po chování, proto ji lze různě dělit na velké množství specializovaných odvětví.
- Neurovědy nižších úrovní popisu (např. molekulární a buněčná neurověda) se zabývají např. mechanismem přenosu signálů, tvorbou synapsí a neurotransmitery. Systémová neurověda pak studuje neurální systémy a okruhy složené z mnoha buněk a synapsí, a zjišťuje, jak tyto systémy vykonávají funkce jako je pohyb, vnímání či rozhodování. Lze například snímat elektrickou aktivitu skupin neuronů během toho, co člověk, ale kvůli invazivnosti metody častěji zvíře, vykonává nějakou úlohu.
- Z hlediska kognitivní vědy je nejvýznamnější výše zmíněná kognitivní a behaviorální neurověda. Zkoumá, jak jsou psychologické funkce implementovány v mozku. Během běžných psychologických experimentů je snímána aktivita mozku pomocí zobrazovacích metod jako je fMRI či pozitronová emisní tomografie (PET), z čehož se usuzuje na relativní lokalizaci kognitivních funkcí – na jejich tzv. neurální koreláty. EEG či magnetoencefalografie (MEG) naproti tomu umožňuje lépe sledovat časový průběh těchto funkcí. Např. pomocí metody evokovaných potenciálů (ERP) lze zkoumat jakou část daného procesu ovlivňuje jaká experimentální manipulace. Zatímco fMRI má dobré prostorové a EEG dobré časové rozlišení, o TMS lze říct, že má funkční rozlišení.[7] TMS ovlivňuje pomocí magnetického pole aktivitu v určité malé části mozkové kůry, což ovlivní i výkon v psychologických experimentech. Lze tak usuzovat nikoli pouze o korelacích, ale o kauzálních vztazích mezi neurální aktivitou a chováním.
- Blíže klinické praxi je neuropsychologie. Ta zkoumá vztahy mezi mentálními dovednostmi a činností mozku. Předmětem i metodami se překrývá s kognitivní neurovědou, ale na rozdíl od ní zkoumá především pacienty s kognitivními deficity, proto se vymezuje přesnější termín klinická neuropsychologie. Zabývá se lokalizací mentálních funkcí v mozku, diagnostikou a léčbou, čímž se liší od výše zmíněné kognitivní neuropsychologie.
- Na pomezí neurovědy, informatiky, fyziky a dalších disciplín leží výpočetní neurověda. Snaží se modelovat funkci nervové soustavy od jednotlivých neuronů až po kognitivní funkce jako je učení.

### Antropologie
Většina poznatků o funkci lidské mysli pochází z experimentů prováděných na vysokoškolských studentech rozvinutých západních zemí. Vědci se proto začínají stále více zajímat o vlivy různých kultur, jazyků a prostředí na myšlení.
- Hlavní metodou kulturní antropologie je etnografie. Výzkumníci žijí v rámci určité kultury po dlouhou dobu, aby porozuměli sociálním a kognitivním rozdílům.[1]
- Kognitivní antropologii lze brát jako součást kulturní antropologie. Využívá metod a teorií kognitivní vědy (především experimentální psychologie a evoluční biologie) a zkoumá například kulturní inovace, šíření sdílené znalosti, vliv jazyka na chování a myšlení nebo podobnosti a rozdíly v jménech barev.

### Filosofie
Mezi filosofické disciplíny relevantní pro kognitivní vědu lze počítat především filosofii mysli, filosofii jazyka, filosofii vědy a etiku.
- Filosofie mysli se zabývá převážně konceptuálními otázkami jako je vztah těla a mysli, vědomí, svobodná vůle, poznání a povaha mentálních obsahů a procesů obecně. Dominantní postavení zde zastává anglo-americká analytická tradice i kvůli jejímu převážně naturalistickému přístupu. V současnosti zažívá určitou rehabilitaci i dříve spíše anti-naturalistická kontinentální fenomenologická tradice. Ta byla nahlížena jako varianta nedůvěryhodné introspekce. Nyní se však snaží nacházet styčné plochy s poznatky kognitivní vědy jako je např. teze vtělené kognice. Dále přispívá ke konceptualizaci témat jako je vědomí, což dle zastánců fenomenologie přispívá k lepšímu návrhu a interpretaci experimentů.[8]
- Filosofie neurovědy a filosofie kognitivní vědy jsou aplikacemi filosofie vědy. Zabývá se metodologií, konceptuálními problémy, relevancí neurovědních poznatků pro psychologické teorie, nároky na adekvátní vysvětlení v neurovědách a podobně.
- Neurofilosofie bývá někdy ztotožňována s filosofií neurovědy. Lze ji však vymezit jako snahu o řešení konkrétních problémů filosofie pomocí poznatků neurověd. Příkladem je zkoumání neurálních systémů etického hodnocení nebo volního rozhodování.
- Podobně i neuroetika je víceznačný termín. Ve smyslu "neurověda etiky" spadá pod výše uvedenou neurofilosofii. Ve smyslu "etika neurovědy" se zabývá etickými, právními a společenskými dopady neurověd. Jde například o problémy předvídání lidského jednání či vylepšování myšlení.

## Koncepty kognitivní vědy

### Kognitivismus
Za kognitivismus lze označit přístup v psychologii, který v 50. letech 20. století reagoval na behaviorismus. Kognitivismus rozšiřuje behaviorismus v tom smyslu, že nezkoumá mysl jako "černou skříňku", ale akceptuje existenci a smysluplnost zkoumání mentálních konceptů.
Kognitivismus bývá považován za synonymní ke komputacionalismu (viz níže), tedy že na určité úrovni abstrakce lidská mysl je počítač – výpočetní systém. Pravdivost tohoto tvrzení závisí na definici výpočtu, která může být pojata velmi široce. Možná odpověď je, že lidé sdílejí s počítači určitou esenciální či konstitutivní vlastnost, která vymezuje počítače jako koherentní skupinu. Co je touto vlastností, je pak empirická otázka. Nejčastěji je však počítač chápán jakožto formální systém manipulující se symboly.

### Reprezentace a výpočty

Umělá neuronová síť je příkladem konekcionistického modelu

Centrální hypotézou kognitivní vědy je komputačně-reprezentační pojetí mysli. Dle této velmi obecné hypotézy lze mysl nejlépe chápat jakožto obsahující množství reprezentací, mentálních struktur analogických k počítačovým datovým strukturám, na kterých operují výpočetní procedury, analogy počítačových algoritmů. Povaha těchto reprezentací a procedur je předmětem zkoumání kognitivní vědy. Většina navržených reprezentací má symbolický charakter, kromě subsymbolického konekcionismu, který je inspirován paralelním distribuovaným zpracováním v biologických neuronových sítích, viz níže. Kognitivní věda tak pracuje s trojitou analogií mezi myslí, mozkem a počítačem.
Na principu reprezentací a procedur jsou založené kognitivní architektury, které se snaží modelovat různé kognitivní schopnosti inteligentních agentů. Tato snaha reflektuje předpoklad, že skutečné porozumění kognitivním procesům předpokládá schopnost je implementovat v umělém systému. Některé přístupy kombinují více typů reprezentací, včetně symbolických a subsymbolických. Známé příklady kognitivních architektur jsou ACT-R nebo Soar.
Základní teorie ohledně povahy reprezentací a výpočtů jsou:
- Formální logika – Výroková a predikátová logika umožňuje vyjádřit komplexní formy znalostí a operací nad nimi je například logická dedukce. Není však pravděpodobné, že by logika stála v jádru lidského myšlení.
- Pravidla – Mnoho lidských znalostí je ve formě jestliže-pak (If-Then) pravidel a různé formy myšlení, jako například plánování, lze modelovat jako systém založený na pravidlech.
- Koncepty (pojmy) – Koncepty jsou mentální reprezentace částečně korepondující se slovy a výrazy jazyka. Existuje více teorií konceptů. Dle jednoho pohledu je koncept množina typických vlastností. Díky konceptům pak můžeme organizovat vnímaný svět a v mysli můžeme s koncepty operovat pomocí k nim přiřazeným slovům.
- Analogie – Analogie jsou užitečným nástrojem myšlení např. při řešení problémů, rozhodování, vysvětlování a komunikaci. Mentální procesy umožňují vybavit zdrojový analog, upravit ho a aplikovat na cílovou situaci.
- Představy – Vizuální a jiné druhy představ často zachycují informace mnohem lépe, než slovní popisy. S představami se dá v mysli manipulovat, přibližovat je, rotovat, transformovat a podobně.
- Konekcionismus – Konekcionistické sítě se skládají z uzlů a spojů mezi nimi. Jsou užitečnými modely psychologických funkcí, které vyžadují paralelní zpracování, jako je např. zrakové vnímání a rozhodování. Proces šíření aktivace a učení sítě může vést k emergenci složitého chování. Konekcionistické modely jako jsou umělé neuronové sítě jsou pouze hrubou aproximací biologických neuronových sítí, vytváří se však i více biologicky realistické modely.

#### Kritika
Existuje několik hlavních důvodů kritiky tohoto přístupu k mysli:
- Zanedbávání role emocí v lidském myšlení
- Zanedbávání problému vědomí
- Zanedbávání vlivu fyzického prostředí na lidské myšlení
- Zanedbávání vlivu vtělenosti lidské mysli
- Zanedbávání sociálního charakteru myšlení
- Kritika, že mysl je dynamický systém, nikoli výpočetní systém
- Kritika, že mysl nemá výpočetní charakter v běžném matematickém významu

Paul Thagard argumentuje, že lze komputačně-reprezentační přístup díky těmto kritikám rozšířit a zdokonalit, spíše než ho zcela zavrhnout.